# 1 Crónicas 22
1 Crónicas 22 es el vigesimosegundo capítulo de los Libros de Crónicas en la Biblia hebrea o el Primer Libro de Crónicas en el Antiguo Testamento de la  Biblia Cristiana. El libro está recopilado a partir de fuentes más antiguas por una persona o grupo desconocido, designado por los estudiosos modernos como «el Cronista», y su forma final se estableció a finales del siglo V o IV a. C. Este capítulo registra la preparación de David para construir el templo, y consta de tres partes: (1) Los (propios) preparativos de David para la construcción del templo (versículos 2-5); (2) El discurso de David a Salomón (versículos 6-16); (3) El discurso de David a los gobernantes de Israel (versículos 17-19). Todo el capítulo pertenece a la sección que se centra en el reinado de David (1 Crónicas 9:35 a 29:30), que desde este capítulo hasta el final no tiene paralelo en 2 Samuel.

## Texto
Este capítulo fue escrito originalmente en el idioma hebreo y está dividido en 8 versículos.

### Testigos textuales
Algunos manuscritos antiguos que contienen el texto de este capítulo en hebreo bíblico son de la tradición del Texto masorético, que incluye el Códice de Alepo (siglo X) y el Códice Leningradensis (1008).
También existe una traducción al griego koiné conocida como la Septuaginta, realizada en los últimos siglos a. C. Entre los manuscritos antiguos existentes de la versión de la Septuaginta se encuentran el Códice Vaticano (B; {\displaystyle \ ara{G}}B; siglo IV), Codex Sinaiticus (S; BHK: {\displaystyle \ ara{G}}S; siglo IV), Codex Alexandrinus (A; {\displaystyle \ ara{G}}A; siglo V) y Codex Marchalianus (Q; {\displaystyle \ ara{G}}Q; siglo VI).

## Preparativos para el templo (22:1-5)
Esta sección registra los preparativos materiales y espirituales para la construcción del templo que David desea que sea «famoso y glorificado en todas las tierras» (versículo 5), porque la calidad del complejo palacio-templo proyecta el poder de una nación, su dios y su rey a otras naciones, dioses, vasallos o emisarios extranjeros. El Cronista es muy específico al explicar cómo se seleccionó el emplazamiento del templo (versículo 1 y 2 Crónicas 3:1).

### Versículo 1
Entonces David dijo: Esta es la casa del Dios del Señor, y este es el altar del holocausto para Israel.
El versículo se convierte en el clímax de las secciones anteriores y posteriores, ya que se anuncia gloriosamente el futuro emplazamiento del templo de YHWH (y lugar de sacrificios), considerado «sinónimo» del tabernáculo del desierto, el lugar alto de Gabaón o «todos los lugares y edificios de culto legítimos que desempeñan un papel importante en la historia de Israel». La selección del lugar es muy importante para el Cronista, como se repite en 2 Crónicas 3:1. El lenguaje es muy similar al de Génesis 28:17, relativo a la construcción del lugar santo en Betel.

### Versículo 4
y troncos de cedro sin número, porque los sidonios y los tirios trajeron mucha madera de cedro a David.
- «Sin número» o «en abundancia» (KJV) se traduce del hebreo: לאין מספר lə-'êl, mis-pār, que también significa «sin medida».[12]
- «Los sidonios y los tirios»: se mencionaron como los que trajeron madera de cedro, una reminiscencia del rey Hiram I (1 Crónicas 14:1), en paralelo con Esdras 3:7, que los sidonios y los tirios también proporcionaban madera (madera de cedro) para el segundo templo.[5]

### Versículo 5
Y David dijo: Salomón, mi hijo, es joven y tierno, y la casa que se va a construir para el SEÑOR debe ser sumamente magnífica, de fama y gloria en todos los países: Por lo tanto, ahora haré los preparativos para ello. Así que David preparó abundantemente antes de su muerte.
- «Salomón»: de los numerosos hijos de David (1 Crónicas 3:1-4; 14:3-7) es uno de los más jóvenes (1 Samuel 20:31; 2 Samuel 13:21; 1 Reyes 1:12, 17; 2:22).[8]
- «Joven y tierno»: David consideraba a Salomón de una manera similar a la propia admisión de Salomón mientras oraba en Gabaón (1 Reyes 3:7), especialmente sobre la juventud e inexperiencia de Salomón, lo que se considera un tema literario, no un indicador de su edad real, ni de su capacidad para gobernar la nación, sino particularmente de su capacidad para construir el templo.[5] Por lo tanto, David asumió la responsabilidad de preparar la construcción.

## Salomón fue ungido para construir el templo (22:6-19)
La sección contiene dos discursos de David, el primero a Salomón (versículos 6-16) y el segundo a los líderes de Israel (versículos 17-19). El discurso a Salomón es paralelo a los decretos finales de David en 1 Reyes 2 y cita la promesa dinástica en 1 Crónicas 17 (cf. 2 Samuel 7), con la explicación de por qué a David no se le permitió construir el templo (versículo 8). Aquí solo se transmite la llamada de David a «cumplir la ley y actuar con valentía» (1 Reyes 2:2-3). La relación entre David y Salomón en Crónicas se asemeja a la de Moisés y Josué. El estímulo dado por David a Salomón para la obra que se avecinaba, pronosticando el éxito si seguía fielmente a Dios y confirmaba la presencia de Dios (versículos 11-13) se asemeja al mensaje de Josué 1 sobre la sucesión de Josué a Moisés (también utilizando los términos «el Señor esté contigo» y «éxito»).

### Versículo 8
Pero vino a mí la palabra del Señor, diciendo: «Has derramado mucha sangre y has hecho grandes guerras; no edificarás casa para mi nombre, porque has derramado mucha sangre en la tierra ante mis ojos».

La profecía de Natán en 2 Samuel 7 y 1 Crónicas 17 no explica por qué a David no se le permitió construir el templo. En 1 Kings 5:3 Salomón declaró que David no pudo llevar a cabo su plan debido a su larga guerra con las naciones vecinas. En las Crónicas, la afirmación se transforma en un principio mayor, es decir, que como David, como guerrero, había derramado mucha sangre, se le prohibió construir el templo. La razón es simplemente excluir la mancha del derramamiento de sangre de la construcción del templo.

### Versículo 9
He aquí que te nacerá un hijo, que será un hombre de reposo. Le daré descanso de todos sus enemigos circundantes. Porque su nombre será Salomón, y daré paz y tranquilidad a Israel en sus días.
Mediante un juego de palabras, se le dio a «Salomón» (שְׁלֹמֹה֙, shə-lō-mōh,  que significa: «pacífico») iba a recibir «paz» (שָׁל֥וֹם, shā-lōm ), y, como «hombre de descanso» (איש מנוחה, «'îsh mə-nū-chāh), se le daría «descanso» (נוּחַ, nuach), para que pudiera construir el templo. 
Esto era para cumplir la condición previa en 9 de que los servicios de sacrificio pudieran tener lugar cuando Israel hubiera «descansado» de sus enemigos.